# Estado da Birmânia
O Estado da Birmânia foi um estado de curta duração, criado em 1943 durante a Segunda Guerra Mundial, quando a Birmânia fez parte do Império do Japão após este ter invadido e ocupado o seu território, tornando-o um Estado fantoche.

## Antecedentes
Durante as primeiras fases da Segunda Guerra Mundial, o Império do Japão invadiu a Birmânia Britânica principalmente para obter matérias-primas (que incluíam o petróleo de campos em torno de Yenangyaung, minerais e grandes excedentes de arroz), e para fechar a Estrada da Birmânia, que era a principal ligação para o auxílio e as munições destinadas às forças chinesas nacionalistas de Chiang Kai-Shek, que haviam lutado contra os japoneses durante vários anos na Segunda Guerra Sino-Japonesa.
Durante os conflitos mundiais o Japão organizou ali a Minami Kikan, organização militar encarregada de interromper os suprimentos vindos da China para os Aliados.